# Favio Durán
Favio Durán (n. Puerto Madryn, Argentina; 24 de noviembre de 1995) es un futbolista argentino. Juega de delantero y su equipo actual es Centro Deportivo Olmedo de la Serie A de Ecuador.

## Trayectoria
Inició su carrera en el Club Vélez Sarsfield, su carrera profesional comenzó con este último en los divisiones formativas, apareciendo localmente en varios torneos juveniles y posteriormente en el equipo de reserva. También fue parte del primer equipo en algunos encuentros, con Vélez acumuló 41 minutos y no convirtió ningún gol. Su debut en Primera División fue el 15 de octubre de 2016 en la fecha 6 ante Colón en la victoria 2–1, entró al cambio al minuto 77 por Maximiliano Romero.
El 2017 vio a Durán unirse al equipo de la Primera B Nacional, Villa Dálmine, con el equipo violeta disputó un total de 15 partidos en todo el torneo y anotó dos goles, uno al Club Atlético Mitre y otro a Juventud Unida.
En enero de 2019, Durán firmó con Olmedo de Riobamba en Ecuador, siendo esta su primera experiencia internacional. Hizo su debut el 9 de febrero contra Liga Deportiva Universitaria en el Estadio Rodrigo Paz Delgado, el resultado final fue victoria para Liga por 3–2. El primer gol que marcó con la camiseta del Ciclón de los Andes fue ante Deportivo Cuenca en la fecha 10 de la LigaPro Banco Pichincha el 19 de abril, abrió el marcador a los 27 minutos en la victoria 2–1 de Olmedo. También participó en algunos partidos de la Copa Ecuador 2018-19.

## Clubes
| Club            | País      | Año         | PJ | Goles |
| --------------- | --------- | ----------- | -- | ----- |
| Vélez Sarsfield | Argentina | 2012 - 2016 | 2  | 0     |
| Villa Dálmine   | Argentina | 2017 - 2018 | 15 | 2     |
| Olmedo          | Ecuador   | 2019 - act. | 36 | 1     |

## Estadísticas
- Actualizado al 1 de abril de 2020.[15][16]

### Clubes
| Vélez Sarsfield Argentina |               |               |    |    |    |    |    |    |    |       |       |
| 1.ª | 2016          | 0             | 0  | -- | -- | -- | -- | 0  | 0  | 0.00  |       |
| 1.ª | 2016-17       | 2             | 0  | -- | -- | -- | -- | 2  | 0  | 0.00  |       |
| 1.ª | 2017-18       | 0             | 0  | -- | -- | -- | -- | 0  | 0  | 0.00  |       |
| Total club | Total club    | 2             | 0  | -- | -- | -- | -- | 2  | 0  | 0.00  |       |
| Villa Dálmine Argentina |               |               |    |    |    |    |    |    |    |       |       |
| 2.ª | 2017-18       | 15            | 2  | -- | -- | -- | -- | 15 | 2  | 0.133 |       |
| Total club | Total club    | 15            | 2  | -- | -- | -- | -- | 15 | 2  | 0.133 |       |
| Olmedo · Ecuador |               |               |    |    |    |    |    |    |    |       |       |
| 1.ª | 2019          | 23            | 1  | 0  | 0  | -- | -- | 23 | 1  | 0.043 |       |
| 1.ª | 2020          | --            | -- | -- | -- | -- | -- | -- | -- | --    |       |
| Total club | Total club    | 23            | 1  | 0  | 0  | -- | -- | 23 | 1  | 0.043 |       |
| Total carrera | Total carrera | Total carrera | 40 | 3  | 0  | 0  | -- | -- | 40 | 3     | 0.075 |
| (1) Incluye datos de Copa Argentina y Copa Ecuador. (2) Incluye datos de Copa Libertadores y Copa Sudamericana. (3) No incluye goles en partidos amistosos. |               |               |    |    |    |    |    |    |    |       |       |